# Blue Danube (ядерная бомба)
Blue Danube («голубой Дунай») — британская ядерная авиационная бомба. Первый ядерный боеприпас, принятый на вооружение в Великобритании (1953 год).

## Конструктивные особенности
Бомба была изготовлена на основе первого созданного в Великобритании ядерного взрывного устройства — плутониевого имплозивного заряда, испытанного 3 октября 1952 года у островов Монте-Белло в Австралии (операция «Ураган»). Схема заряда была практически идентична схеме одной из первых серийных американских атомных авиабомб Mk 4, принятой на вооружение в 1949 году. Собственно заряд «Блю Дэньюб» с системой детонаторов представлял собой сферу диаметром 5 футов (1,52 м). Он помещался в кожух, являвшийся оболочкой бомбы, имевший выгодную аэродинамическую форму. Габариты кожуха были значительными: длина 24 фута 2 дюйма (примерно 7,8 м), максимальный диаметр 5 футов 2 дюйма (1,62 м), вес — 10 тыс. фунтов (4,54 т). Длина боеприпаса примерно вдвое превышала длину аналогичных американских ядерных боеприпасов первого поколения. Однако это давало определённый выигрыш, существенно улучшая аэродинамические качества. «Блю Дэньюб» была бомбой свободного падения. Оперение стабилизатора при размещении бомбы на носителе складывалось и раскрывалось после сброса.
Первые экземпляры «Блю Дэньюб» изготавливались только с плутониевым зарядом, однако впоследствии были созданы и смешанные уран-плутониевые заряды для этого боеприпаса. Проводились испытания и чисто уранового заряда для «Блю Дэньюб». Проектная мощность бомбы на момент принятия на вооружение составляла 15 килотонн, но некоторые собранные бомбы были рассчитаны на мощность до 40 килотонн.
«Блю Дэньюб», как и все британские ядерные боеприпасы, разработка которых велась в 1950-е годы, получила своё название в соответствии с т.н. «радужным кодом», принятым в Министерстве снабжения Великобритании — ведомстве, отвечавшем до 1959 года за поставку вооружения и техники вооружённым силам.

## На вооружении
Первые бомбы поступили в ВВС в ноябре 1953 года на базу в Виттеринге близ Питерборо. «Блю Дэньюб» была принята в первую очередь как боеприпас для вооружения поступавших в Королевские ВВС новых стратегических бомбардировщиков «Вулкан», «Виктор» и «Вэлиент» (так называемые V-бомбардировщики). Все три модели самолётов были оборудованы для несения данной бомбы. Пять экземпляров «Блю Дэньюб», предназначенные для испытаний, были размещены на «Вэлиентах». Испытания «Блю Дэньюб» проводились дважды — 4 и 11 октября 1956 года на полигоне Маралинга в Австралии. Испытывались заряды пониженной мощности — 1,5 и 3 килотонны соответственно. Оба испытания были сбросом бомбы с самолёта; в обоих случаях — с бомбардировщика «Вэлиент».
По ряду отзывов, бомба оказалась морально устаревшей уже на момент принятия на вооружение. Современные источники подчёркивают, что производство «Блю Дэньюб» с самого начала рассматривалось как временная мера, рассчитанная на период до разработки более совершенных ядерных боеприпасов. До 1958 года было выпущено всего около 20 единиц (по другим данным — 58), после чего производство «Блю Дэньюб» было прекращено. Вскоре она была заменена на более совершенные и гораздо более мощные авиабомбы, прежде всего «Ред Бирд», «Вайолет Клаб» и «Йеллоу Сан». Производство одной единицы «Блю Дэньюб» обходилось британской казне примерно в 1 млн. ф. ст.. Бомба оставалась на вооружении до 1962 года.
Кожух «Блю Дэньюб» использовался для размещения термоядерного заряда при создании первой британской термоядерной авиабомбы, испытанной в 1957 году. Кроме того, заряд «Блю Дэньюб» использовался в конце 1950-х годов при разработке ядерного фугаса «Блю Пикок», который предполагалось применять британской армией против советских войск в Германии.
В апреле 2002 года Министерство обороны Великобритании опубликовало в открытом режиме материалы, касающиеся деталей компоновки бомбы, а также её подробные схемы и чертежи. Это вызвало серьёзный негативный резонанс в СМИ и заставило убрать данную информацию из общественного доступа.